# Soulamea terminalioides
Soulamea terminalioides là một loài thực vật thuộc họ Simaroubaceae. Đây là loài đặc hữu của Seychelles.